# Chiasmocleis albopunctata
Chiasmocleis albopunctata es una especie  de anfibios de la familia Microhylidae.

## Distribución geográfica
Se encuentra en Bolivia, Brasil y Paraguay. Existe un registro también en la Argentina, en la localidad de Pirané, provincia de Formosa.